# Лаптев, Михаил Константинович
Михаи́л Константи́нович Ла́птев (7 февраля 1885, Пермь, Пермская губерния, Российская империя — 6 октября 1948, Ашхабад, Туркменская ССР, СССР) — советский учёный, зоолог, биогеограф, педагог (профессор, 1945), музейный работник. Заслуженный деятель науки Туркменской ССР (1945).

## Биография
Родился 7 февраля 1885 года в городе Перми Пермской губернии Российской империи, в семье купца-старообрядца Константина Артемьевича Лаптева и его жены Ольги Андреевны. Имел брата и шесть сестер.
Окончил Вятскую мужскую гимназию.
В 1904 году поступил на естественное отделение физико-математического факультета Казанского университета, которое окончил в 1910 году по специальности «зоология» со степенью кандидата естественных наук, защитив работу «Развитие и строение иглы у Erinaceus europaeus» (1910).
С 10 ноября 1911 года служил в ведомстве Министерства народного просвещения Российской империи.
С 9 февраля 1912 года работал в Челябинске преподавателем естествоведения, физики и географии в женской гимназии. Одновременно занимался научными изысканиями, написал ряд статей: «К постановке курса методики естествознания в 8 классе Челябинской женской гимназии» (1913), «Гидрофауна озера Горького Челябинского уезда» (1912), «Ихтиофауна р. Миасс» (1913), «Список пауков с. Казанского Челябинского уезда» (1913), однако их рукописи были утеряны во время Первой мировой войны.
В 1913 году активно поддерживал И. М. Крашенинникова в его начинании по созданию местного естественно-исторического общества и стал действительным членом Уральского общества любителей естествознания (УОЛЕ).
В 1914—1917 годах служил в русской армии. Вернувшись в Челябинск, продолжил работу в женской гимназии и реальном училище. Из-за гражданской войны вынужден был уехать из города, в Томскую губернию. Работал ректором народного университета в Томске, директором Томского естественно-исторического музея, затем научным сотрудником I разряда и старшим преподавателем Среднеазиатского государственного университета в Ташкенте (1921).
Был руководителем Среднеазиатского зоологического сада (1927—1929).
В 1929 году описал новый для науки вид — сарезскую белозубку (Crocidura serezkyensis). Своё название эта землеройка получила в честь типового местонахождения — Сарезского или Серезского озера
В 1930 году возглавил кафедру зоологии в зооветеринарном институте в столице Туркменской ССР — городе Ашхабаде, а в 1934 году — кафедру зоологии в Туркменском педагогическом институте, где и проработал до самой смерти. Участвовал в создании музея и научно-исследовательской зоологической станции при кафедре, а также в организации издания «Трудов» станции.
В 1940 году возглавил зоологическую секцию Туркменского филиала Академии наук СССР, был председателем секции биогеографии Ашхабадского отделения Всесоюзного географического общества (ВГО).
В 1945 году был утверждён в звании профессора.
Погиб 6 октября 1948 года в возрасте шестидесяти трёх лет во время землетрясения в Ашхабаде, одного из самых разрушительных землетрясений в истории человечества.
В 1985 году в Туркменской ССР было отмечено 100-летие со дня рождения Михаила Лаптева.

## Научная работа
Михаил Лаптев — создатель оригинальной методики учёта наземной фауны в природных условиях. Являлся одним из организаторов биологической науки в Средней Азии.
Занимался систематикой и зоогеографией млекопитающих, автор ряда работ по систематике баранов и ежей.
Его «Определитель млекопитающих Средней Азии» стал одним из первых изданий такого рода, а «Элементы зоогеографии», рассчитанные на зоогеографов-практикой сохраняет актуальность и на сегодняшний день.

## Награды
Заслуженный деятель науки Туркменской ССР (1945). Награждён орденом «Знак Почёта», медалью «За доблестный труд в Великой Отечественной войне. 1941—1945».

## Память
В честь Михаила Лаптева его ученики и коллеги назвали один из открытых новых подвидов каменной куропатки, а также ряд насекомых.